# Antarctic Muon and Neutrino Detector Array
Pour les articles homonymes, voir Amanda.
L'Antarctic Muon and Neutrino Detector Array (AMANDA, Réseau antarctique de détecteurs de muons et de neutrinos) est un observatoire de neutrinos situé sous le pôle Sud. Il est incorporé au projet IceCube en 2010.

## Historique
Quelques expériences soviétiques en Antarctique et américaines au Groenland ont montré qu'il était possible de détecter des neutrinos à travers la glace. En 1993, débute le projet AMANDA, et les premiers détecteurs sont placés entre 800 et 1000 mètres sous la surface. Les signaux observés montrent alors la lumière Tcherenkov zigzaguant dans la glace. Ces premières observations ont permis de montrer qu'il fallait installer les photomultiplicateurs à une profondeur plus grande que 1400 mètres. C'est seulement au-delà de cette profondeur que la glace ne contient plus de minuscules bulles d'air qui dévient les flux lumineux Tcherenkov, et perturbent les observations. 
AMANDA a coûté 1 million de dollars, financé par la National Science Foundation, aux États-Unis. Jusqu'en 2006, AMANDA a détecté environ 3000 neutrinos. En 2005 a débuté le projet IceCube. Il va englober AMANDA. 
« Grâce à AMANDA, on a enregistré un murmure ; avec IceCube, on écoutera le son d'une contrebasse. » (Francis Halzen, Université du Wisconsin, chef du projet AMANDA).

## La détection de neutrinos
Le processus de détection est le suivant. Les particules galactiques et extragalactiques, provenant de l'hémisphère céleste nord, traversent la Terre. Lors de cette traversée toutes les particules sont stoppées, sauf les neutrinos qui ont la section efficace la plus faible, et donc la probabilité d'interagir avec une autre particule la plus faible. Cette traversée va donc d'éliminer les autres particules. Parmi les neutrinos, il arrive que l'un d'eux interagisse avec un proton. Cette interaction produit un muon qui va poursuivre sa course dans la même direction. Lorsque le muon entre et voyage dans la glace, il produit un cône de lumière par effet Tcherenkov visible sur environ 250 mètres. Cette lumière est détectée par différents photomulplicateurs de l'expérience (AMANDA et/ou IceCube). Les signaux lumineux, convertis en signaux électriques, sont envoyés vers les stations de surface.